# L'image manquante
L'image manquante é um filme de drama cambojano de 2013 dirigido e escrito por Rithy Panh. Foi indicado ao Oscar de melhor filme estrangeiro na edição de 2014, representando a Camboja.

## Elenco
- Randal Douc